# Benedict Stilling

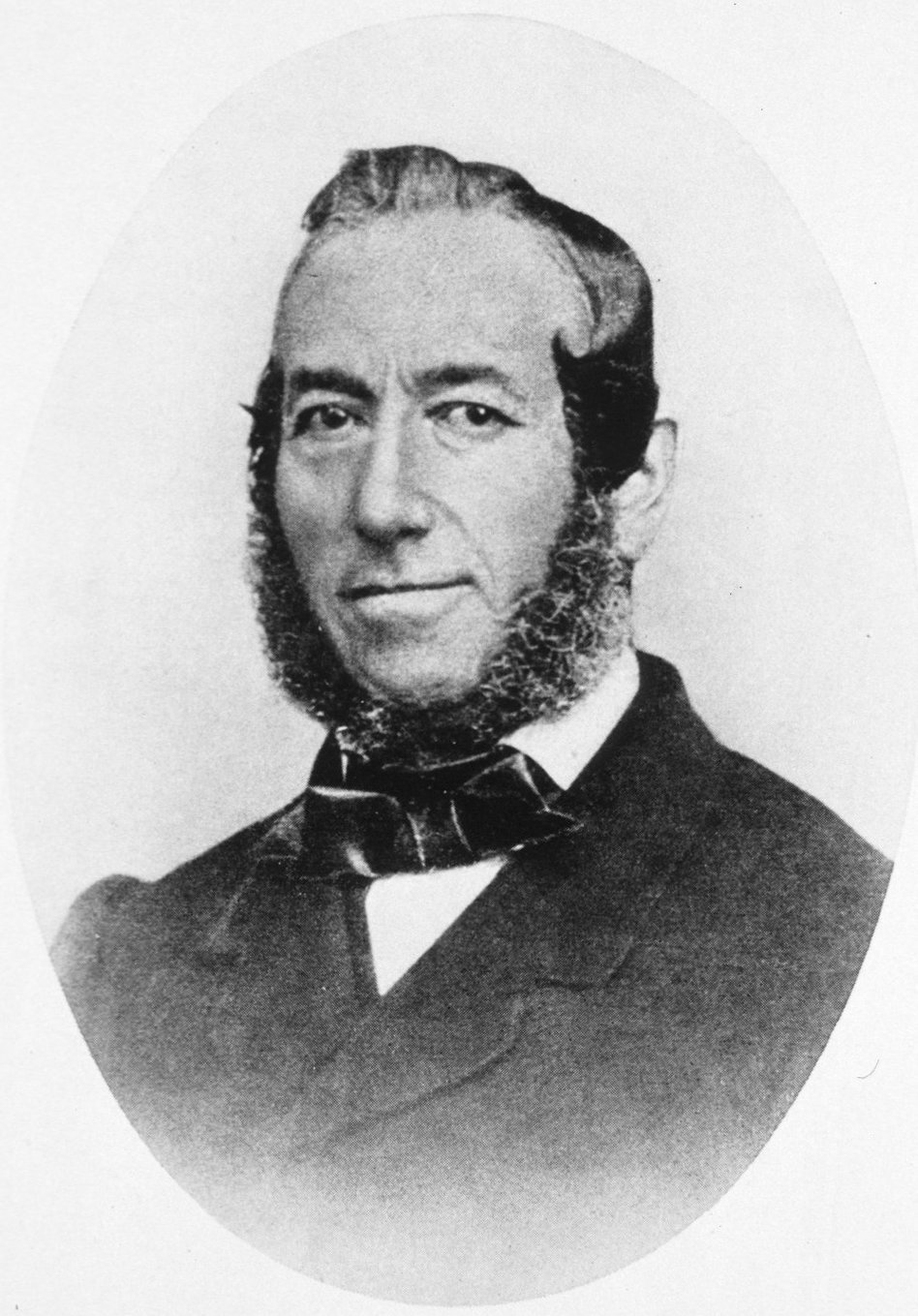
Benedict Stilling

Benedict Stilling, auch Benedikt Stilling (* 16. März 1810 in Kirchhain, Westfalen; † 28. Januar 1879 in Kassel) war ein deutscher Chirurg und Neuroanatom.

## Leben
Benedict Stilling wurde als Sohn und erstes Kind von Jakob Benedict Stilling, 1770 geboren als Jakob Benedict, einem Kaufmann, und Veilchen Samuel (* 1786) geboren. Er erhielt unter anderem durch den Philosophen und protestantischen Theologen Karl Wilhelm Justi Privatunterricht in Latein und Griechisch.
Von 1828 bis 1832 studierte Stilling Medizin in Marburg. Seit 1831 assistierte er dort an der Chirurgischen Klinik. 1832 wurde er promoviert. 1833 arbeitete er bei Christoph Ullmann (1772–1849), beendete dann jedoch zunächst seine akademische Karriere und arbeitete ab 1834 als erster jüdischer Landgerichtswundarzt beim Kasseler Landgericht.
Als er 1840 zwangsversetzt werden sollte, kündigte er und ging zunächst nach Paris, wo er mit verschiedenen berühmten Ärzten seiner Zeit zusammentraf, z. B. mit Claude Bernard, Charles-Édouard Brown-Séquard und Jean-Martin Charcot. Den größten Teil seines Lebens verbrachte er in verschiedenen Städten (neben Paris auch in London, Edinburgh und Wien), kehrte aber stets nach Kassel zurück, wo er auch starb.
Stilling schuf neue Operationsmethoden, entwickelte anatomische Techniken, schuf mit seinen Forschungen über das Rückenmark Grundlagen für die moderne Neuroanatomie und untersuchte das Gehirn. Er führte 1837 die erste Ovariotomie in Deutschland durch, zur Vermeidung innerer Blutungen extraperitoneal, seine Publikation darüber erschien 1841. Lange Zeit war er der einzige in Deutschland, der diese Operation beherrschte. Er entwickelte 1842 die Gefriermethode und war damit einer der Pioniere der Mikrotomentwicklung. Nach Stilling ist der Stilling-Kanal benannt, ein schmaler Gang im Glaskörper des Auges zwischen dem blinden Fleck und der Augenlinse.
Der Pathologe Heinrich Stilling und der Ophthalmologe Jakob Stilling waren seine Söhne. Im Jahr 1865 wurde er zum Mitglied der Leopoldina gewählt.

## Schriften (Auszüge)
- Die künstliche Pupillenbildung in der Sclerotica. Marburg 1833.
- Physiologische, pathologische und medicinisch-practische Untersuchungen über die Spinal-Irritation. Leipzig 1840.
- „Geschichte einer Exstirpation eines krankhaft vergrösserten Ovariums nebst einigen Bemerkungen über diese Operation. Allgemeine und physiologische und pathogenetische Erörterungen über Erbrechen etc.“ In: Holscher’s Hannöverschen Annalen der gesammten Heilkunde. N. F., Jahrg. I, 1841.
- „Untersuchungen über die Functionen des Rückenmarks und der Nerven. Mit specieller Beziehung auf die Abhandlungen J. van Deen's, zur Physiologie des Rückenmarks etc.“. Leipzig, 1842.
- mit B. F. Wallach: „Untersuchungen über die Textur des Rückenmarks und der Nerven“. Leipzig, 1842.
- „Ueber die Medulla oblongata“. Erlangen, 1843.
- „Untersuchungen über den Bau und die Verrichtungen des Gehirns“.
  - I: „Ueber den Bau des Hirnknotens oder der Barolischen Brücke“ (nebst 22 Kupfertafeln, auch in lateinischer Sprache), Jena, 1846.
- „Anatomische und mikroscopische Untersuchungen über den feineren Bau der Nerven und Primitivfasern und der Nervenzelle“. Frankfurt a. M., 1856.
- „Neue Untersuchungen über den Bau des Rückenmarks mit einem Atlas mikroscopischer Abbildungen von 30 lithographirten Tafeln nebst einer großen Wandtafel“., großer Folio, 5 Lieferungen, Cassel, 1857–1859.
- „Untersuchungen über den Bau des kleinen Gehirns des Menschen“.
  - Band I: „Untersuchungen über den Bau des Züngelchens und seiner Hemisphären-Theile mit Atlas von 9 Tafeln“. Kassel, 1864.
  - Band II: „Untersuchungen über den Bau des Centralläppchens und der Flügel mit 5 Tafeln“. Kassel, 1867.
- „Neue Untersuchungen über den Bau des kleinen Gehirns des Menschen, enthaltend Untersuchungen über den Bau des Bergs und der vorderen Oberlappen, sowie über die Organisation der centralen weissen Marksubstanz des Cerebellum und ihrer grauen Kerne und über die centralen Ursprungsstätten und Bahnen der Kleinhirn-Schenkel, nämlich der Binde-Arme, Brücken-Arme und der strickförmigen Körper.“. Kassel, 1878. (Neue Untersuchungen über den Bau des kleinen Gehirns des Menschen. Dritter Band. Es ist zu betrachten als 3. Bd. seiner: Untersuchungen [etc.]; siehe Vorwort, p. VIII.)